# Nikolai Fedoseev

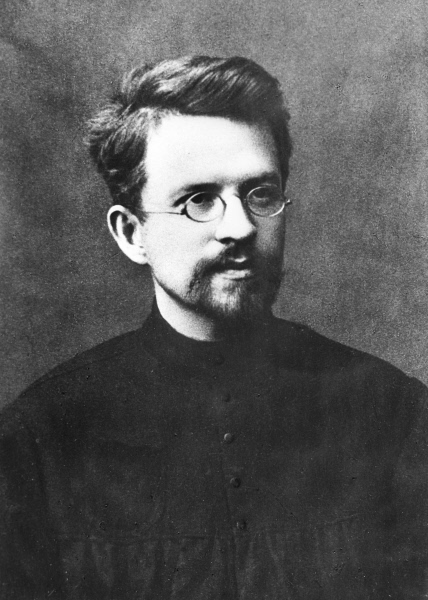
Fedoseev por volta de 1895

Nikolai Evgrafovich Fedoseev (em russo:  Николай Евгрáфович Федосéев; Nolinsk, aprox. 27 de abril (9 de maio) de 1871 — Verkhoiansk, 22 de junho (4 de julho) de 1898) foi um pioneiro do marxismo na Rússia. Durante as décadas de 1880 e 1890, organizou círculos de estudos sobre as obras de Karl Marx em Kazan. Entre os participantes estava o jovem Vladimir Lenin.
Lenin escreveu sobre Fedoseev: "Fedoseev desempenhou um papel muito importante na área do Volga e em certas partes da Rússia Central durante esse período; e a virada para o marxismo naquela época era, sem dúvida, muito em grande parte devido à influência deste excepcionalmente talentoso e excepcionalmente dedicado revolucionário".